# Ahopäänjärvi
Ahopäänjärvi är en sjö i Gällivare kommun i Lappland och ingår i Råneälvens huvudavrinningsområde. Sjön har en area på 0,0809 kvadratkilometer och ligger 374,9 meter över havet.

## Delavrinningsområde
Ahopäänjärvi ingår i det delavrinningsområde (741688-173597) som SMHI kallar för Mynnar i Nattajoki. Medelhöjden är 378 meter över havet och ytan är 16,57 kvadratkilometer. Det finns inga avrinningsområden uppströms utan avrinningsområdet är högsta punkten. Vähäoja som avvattnar avrinningsområdet har biflödesordning 4, vilket innebär att vattnet flödar genom totalt 4 vattendrag innan det når havet efter 174 kilometer. Avrinningsområdet består mestadels av skog (39 procent) och sankmarker (60 procent). Avrinningsområdet har 0,08 kvadratkilometer vattenytor vilket ger det en sjöprocent på 0,5 procent.